# Klett-Gruppe
Klett-Gruppe er et tysk virksomhed under holdingselskabet Ernst Klett AG, der driver forlagsvirksomhed.
Til Klett-Gruppe hører bl.a. skolebogsforlaget Ernst Klett Verlag.
I 2022 var virksomheden tilstede i 18 lande og beskæftigede 9.400 ansatte.
Virksomheden blev grundlagt i 1897, da Ernst Klett overtog Königliche Hofbuchdruckerei zu Gutenberg, der var blevet grundlagt i 1850.